# Jaarstijl
De jaarstijl is de manier waarop bepaald wordt op welke kalenderdag het nieuwe jaar begint. 
Het moment waarop een jaar begint is van enig belang. Zo worden contracten vaak opgemaakt voor de duur van een kalenderjaar, en moet rente veelal per jaar bepaald worden. Ook bij datering speelt het begin van het jaar een rol. Zonder de jaarstijl te kennen, is het niet mogelijk te bepalen of 1 januari 1500 voor of na 31 december 1500 viel.

## Jaarstijlen van de juliaanse kalender
Gegeven de vierjarige cyclus van opeenvolging van dagmaandcombinaties (data zonder jaartal) van de juliaanse kalender, bepaalde de jaarstijl op welke dag een nieuw jaar begon, dat wil zeggen het jaartal met 1 werd opgehoogd. Dan was de datum na 24 maart 1399 bijvoorbeeld 25 maart 1400.
De invoering van 1 januari als eerste dag van het jaar gebeurde vaak eerder dan de invoering van de gregoriaanse kalender. In oktober 1582 was te Rome voor het eerst de gregoriaanse kalender ingevoerd ter vervanging van de juliaanse. Op dat ogenblik was in de Nederlanden reeds in 1575 een decreet uitgevaardigd om vanaf de eerstvolgende 1 januari (1576) de 1-januari stijl te gebruiken in vervanging van de sinds de Middeleeuwen ingevoerde Paasstijl. Er is slechts één land, namelijk Engeland en zijn koloniën, waar de omschakeling van juliaanse naar gregoriaanse kalender en de invoer van de 1-januaristijl (ter vervanging van de daar gebruikte Boodschapsstijl, met jaarbegin op 25 maart) op hetzelfde ogenblik gebeurde (1752). 
Het is gebruikelijk om data uit het verleden in andere jaarstijlen om te rekenen naar 1-januaristijl. Soms wordt het jaartal toch dubbel geciteerd, bijvoorbeeld: 
- 20 feb 1491/2 (1492 in de thans gebruikte 1-januaristijl, 1491 zou bijvoorbeeld het jaartal geweest zijn in een 15e-eeuwse akte in het gebied waar men de Paasstijl volgde)
- 20 feb 1492 (n.s.) waarmee n.s. aangeeft dat men een correctie naar 'nieuwe' stijl (n.s., dat wil zeggen 1-januaristijl) heeft doorgevoerd.

Keizer Karel V werd geboren op 24 feb 1499/1500: des maendaeghs up S. Matthijsavond, den XXIIIIen in Sporcle anno XCIX, omtrent den IIII hueren in de morghenstond bedaghende, so wart gheboren … de graeve Kaerle, zone van onzen harden geduchten heere ende prince den eertshertoghe Phelips, filius Maximilliani ... Het noemen van meerdere stijlen was handig wanneer twee mensen in streken met verschillende jaarstijlen met elkaar correspondeerden.

### Nieuwjaarsstijl of Besnijdenisstijl
In de nieuwjaarsstijl, al ingevoerd in de Romeinse tijd, en na gebruik van andere jaarstijlen later opnieuw ingevoerd, begint het nieuwe jaar op 1 januari (katholieke feestdag: Besnijdenis van Christus). Op 31 december 1999 volgt 1 januari 2000. Deze stijl wordt ook Circumcisionisstijl (Besnijdenisstijl) genoemd of jaardagstijl. De nieuwjaarsstijl is in verscheidene Europese landen ingevoerd op verschillende tijdstippen:
- 1522 – Republiek Venetië
- 1544 – Heilige Roomse Rijk (Duitsland)
- 1556 – Spanje, Portugal
- 1559 – Pruisen, Zweden
- 1564 – Frankrijk
- 1576 – Zuidelijke Nederlanden
- 1579 – Lotharingen
- 1583 – Opstandige gereformeerde gebieden in de Nederlanden, vanaf 1588 de Republiek der Zeven Verenigde Nederlanden
- 1600 – Schotland
- 1700 – Rusland
- 1721 – Toscane
- 1752 – Groot-Brittannië (uitgezonderd Schotland) en zijn kolonies

### Kerststijl
In de kerststijl, ook incarnatiestijl genoemd, begint het jaar, net als de jaartelling, met de geboorte van Jezus op 25 december. Op 24 december 1099 volgt 25 december 1100. Het jaar begint daarmee een week vroeger dan in nieuwjaarstijl. Deze stijl werd tot in de 13e eeuw gebruikt in Duitsland en Engeland. Ook werd deze telling vaak gebruikt in bisschoppelijke oorkonden en in brieven van geestelijke instellingen (bijvoorbeeld de Duitse Orde). In delen van Spanje werd pas in de 14e eeuw de kerststijl aangenomen. Deze stijl heet daar Nativitatisstijl.

### Boodschapsstijl
In de boodschapstijl begint het jaar bij de verwekking van Jezus, dat wil zeggen Maria Boodschap - 25 maart, negen maanden voor 25 december. Op 24 maart 1399 volgt 25 maart 1400. Een probleem bij deze jaarstijl is dat wegens de variabele paasdatum niet ieder jaar precies één paasfeest heeft. 
Er bestaan twee versies van boodschapstijl:
1. Vroege boodschapstijl:
Aangezien Maria Boodschap voorafgaat aan Kerstmis is het begin van het jaar ten opzichte van Kerst negen maanden vervroegd. In de tijd dat de pausen deze boodschapstijl gebruikten, werd een enkele keer deze versie gebruikt. Deze versie heet ook wel Pisa-stijl.
2. Late boodschapstijl:
In deze versie begint het jaar juist drie maanden ná Kerstmis. Deze versie werd van de 10de tot de 13de eeuw door de pausen gebruikt en genoot daardoor een wijde verspreiding. Tegen de tijd van de invoeren van de gregoriaanse kalender was de boodschapstijl echter over het algemeen al vervangen door de nieuwjaarsstijl. (In Engeland en zijn koloniën was dit pas in 1752 en samen met de vervanging van de juliaanse door de gregoriaanse kalender). Deze versie heet ook wel Florence-stijl of annunciatiestijl.

### Paasstijl
In de Paasstijl begint het jaar bij het belangrijkste christelijke feest, Pasen. Het nieuwe jaar begint op Stille Zaterdag. Het jaar begint daarmee een paar maanden later dan in nieuwjaarsstijl. Deze stijl kwam voor in Frankrijk, van de 11e eeuw tot 1563.  In de Zuidelijke Nederlanden werd met een ordonnantie van de landvoogd Requesens in de loop van 1575 vervangen door de 1-januaristijl. Een probleem bij deze jaarstijl is dat de variabele paasdatum in sommige jaren dezelfde kalenderdag twee maal voorkomt of in andere jaren een bepaalde kalenderdag helemaal niet. Om twijfel te vermijden, werden de datum rond de tijd van Pasen gewoonlijk aangevuld met na Pasen of voor Pasen. Men noemt deze stijl ook wel gallicanusstijl.

### Venetiaanse stijl
In de Venetiaanse stijl begint het jaar zoals in de juliaanse kalender, 1 maart. Op 28 februari 1699 volgt 1 maart 1700. Het jaar begint daarmee twee maanden later dan in nieuwjaarstijl. Deze stijl was in gebruik in Rusland tot het in de 13e of 14e eeuw overging op de Byzantijnse stijl. In de republiek Venetië bleef de stijl in officieel gebruik tot het in 1797 werd ingenomen door Napoleon.

### Byzantijnse stijl
In de Byzantijnse stijl begint het jaar op 1 september. Op 31 augustus 6999 volgt 1 september 7000. De Byzantijnse gewoonte was te tellen vanaf de schepping van de wereld.Het jaar begint daarmee vier maanden eerder dan in nieuwjaarstijl. Deze stijl was in gebruik in Rusland nadat de Venetiaanse stijl werd opgegeven tot het land overging op de juliaanse kalender.

## Overgang
De overgang van de ene jaarstijl naar de andere is vrij eenvoudig waar het puur datering betreft, al werd voor de duidelijkheid soms geruime tijd een dubbele datering gebruikt. Maar voor langlopende contracten is de jaarstijl veel moeilijker aan te passen. Hierdoor bleef in bepaalde situaties nog lang na een aanpassing de oude begindatum in gebruik als normale begindatum voor overeenkomsten. Zo was 1 mei (of 12 mei) tot in de 20e eeuw in gebruik als datum voor het afsluiten van contracten, aangaan van werkverbanden en pachtovereenkomsten en rond die datum werd er veel gehuwd en verhuisd. 
Soms wordt bij omschrijving van de overgang naar de nieuwjaarsstijl gebruikgemaakt van de aanduidingen oude stijl (o.s.) en nieuwe stijl (n.s.). Die aanduidingen waren oorspronkelijk echter alleen in gebruik voor de overgang van de juliaanse kalender naar de gregoriaanse kalender; zie Old Style en New Style.
Doordat de gregoriaanse kalender en de nieuwjaarsstijl in Engeland in hetzelfde jaar zijn ingevoerd, is in Engelssprekende landen de onterechte indruk ontstaan dat de nieuwjaarsstijl is ingevoerd als deel van de gregoriaanse kalender. In werkelijkheid noemt de bul van paus Gregorius XIII geen begindatum van het jaar. Er is enige verwarring of er, mogelijk voor diegenen die de oorspronkelijke hervorming gemist hadden, een advies is toegevoegd om de overgang aan het begin van een jaar te laten plaatsvinden, en dan wel een begin volgens de nieuwjaarstijl.
In Holland verordonneerden de Staten van Holland in 1580 dat in het hele gewest de Nieuwjaarsstijl moest worden ingevoerd.